# Adi Keyh
Adi Keyh (Tigrinya ዓዲ ቀይሕ, auch Addi Keyh, Adi jeganu,Adi Keyih, Adi Qeyh, Adi Caie, Addi Caieh u. a., arabisch عدي قيح) ist eine Stadt in der Region Debub in Eritrea.
Sie ist das Zentrum des Gebietes Akkele Guzay und eine bedeutende Marktstadt im Hochland von Eritrea. Die Bewohner sprechen Tigrinya und Saho. Adi Keyh liegt am Ende des Tals von Ruba Ḥaddas, welches das Hochland von Akkele Guzay mit dem Tiefland am Roten Meer verbindet.

## Geschichte
In Adi Keyh und Umgebung gibt es eine Reihe von archäologischen Stätten, darunter Höhlenmalereien in Awalu Galba (Bäʿatti), Awalo, Jago und anderen Orten und alte Siedlungsstellen mit einheimischer Architektur, Zisternen, Keramik, Steinwerkzeugen, Artefakten aus Bronze und Steinperlen. Diese Fundstätten liegen zum Teil direkt am Stadtrand und sind durch Steingewinnung und das Wachstum von Industrie und Wohngebieten gefährdet. Die Stelle des heutigen Adi Keyh dürfte zu Qohaito gehört haben und in voraksumitischer und aksumitischer Zeit besiedelt gewesen sein.
In der Kolonialzeit war Adi Keyh ein Verwaltungszentrum und Standort eines italienischen Forts, einer katholischen Mission, einer Sekundarschule und landwirtschaftlicher Einrichtungen. Während des Unabhängigkeitskrieges von Eritrea gegen Äthiopien war es in den 1970er und 1980er Jahren Garnisonsstadt des äthiopischen Militärs, 1977 und 1990 fanden größere Schlachten zwischen eritreischen Rebellen und der Armee statt. Infolge des Krieges ist das Gebiet stark vermint. Im Jahr 2000 stand in der Stadt eine medizinische Einrichtung mit 99 Betten zur Verfügung.